# Mickey (canção)
"Mickey" é uma canção de 1982 gravada pela cantora e coreógrafa norte-americana Toni Basil para seu álbum de estreia Word of Mouth.

## Sobre a canção
Escrito por Mike Chapman e Nicky Chinn como "Kitty", que foi gravada pela primeira vez pelo grupo de música popular Racey, a canção está no seu álbum de estreia Smash and Grab de 1979.
Toni Basil mudou o nome de "Kitty" para "Mickey" a fazer uma música sobre um homem. Durante anos, havia rumores de que o nome foi alterado para "Mickey" porque Basil gostava do baterista e vocalista da banda The Monkees, Micky Dolenz, após conhecê-lo no set de seu filme Head para o qual ela foi a coreógrafa; no entanto, essa afirmação tem sido contestada por Basil.

### Outras Versões
No Brasil, ganhou uma versão gravada em 1987 pela apresentadora e cantora Xuxa no Xegundo Xou da Xuxa, intulada Hey Mickey, estando vinculada ao personagem da Disney.

### Videoclipe
O videoclipe da música tinha Basil como uma animadora de torcida. Filmado em 1981, o vídeo é considerado o primeiro vídeo de dança coreografia, e o dublê de abertura, onde uma líder de torcida salta através do centro de uma pirâmide humana, agora é ilegal na competição.

## Desempenho nas paradas
O single ficou em #1 lugar na Billboard Hot 100 por uma semana e em #2 lugar no UK Singles Chart. A canção foi o único Top 40 de Basil, fazendo dela uma "one-hit wonder". Ficou em #5 lugar na lista dos "100 grandes one-hit wonders de todos os tempos" da VH1, #16 no "Top 20 one-hit wonders" e #57 das "100 grandes canções dos anos 80" da VH1.
| Gráfico (1982–1983)                            | Melhor posição |
| ---------------------------------------------- | -------------- |
| África do Sul (Springbok Radio)                | 3              |
| O campo songid é OBRIGATÓRIO PARA PARADA ALEMÃ | 69             |
| Austrália (Kent Music Report)                  | 1              |
| Bélgica (Ultratop 50 de Flandres)              | 39             |
| Canadá (RPM)                                   | 1              |
| Estados Unidos (Billboard Hot 100)             | 1              |
| Estados Unidos (Billboard Hot Dance Club Play) | 3              |
| Estados Unidos (Cashbox)                       | 2              |
| Irlanda (IRMA)                                 | 3              |
| Nova Zelândia (Recorded Music NZ)              | 2              |
| Países Baixos (Single Top 100)                 | 39             |
| Reino Unido (UK Singles Chart)                 | 2              |

| Gráfico (1982)                | Posição |
| ----------------------------- | ------- |
| Austrália (Kent Music Report) | 6       |
| Canadá (RPM)                  | 63      |
| Estados Unidos (Cashbox)      | 36      |

| Chart (1983)                       | Posição |
| ---------------------------------- | ------- |
| Canadá (RPM)                       | 35      |
| Estados Unidos (Billboard Hot 100) | 36      |

## Versão de Lolly
Mickey é uma canção da cantora britânica Lolly, gravado em 1999 como segundo single da cantora e de seu álbum de estreia, My First Album

### Lista de Faixas
UK CD single 1
1. "Mickey" – 3:36
2. "Sweetheart" – 2:54
3. "Mickey" (Karaoke version) – 3:36

UK CD single 2
1. "Mickey" - 3:36
2. "Mickey" (Creator remix) – 5:58
3. "Mickey" (D-Bop remix edit) – 4:22
4. "Mickey" (The Bold & The Beautiful remix) – 5:50

UK Cassette single
1. "Mickey" – 3:36
2. "Mickey" (Karaoke version) – 3:36

### Desempenho nas tabelas musicais
Tabela musical
| Tabela musical (1999)                   | Posição de pico |
| --------------------------------------- | --------------- |
| Irlanda - (IRMA)                        | 14              |
| Reino Unido - (Official Charts Company) | 4               |